# Granit płomieniowany
Granit płomieniowany – kamień naturalny, poddany obróbce cieplnej za pomocą palnika acetylenowo-tlenowego bądź tlenowo-propylenowego. Granit zyskuje wówczas matową powierzchnię i nabywa właściwości antypoślizgowych. Granit płomieniowany stosowany jest przede wszystkim na zewnątrz, głównie w branży budowlanej i kamieniarskiej. Z granitu płomieniowanego robi się schody, okładziny podłogowe, okładziny nagrobkowe. W Polsce najczęściej poddaje się płomieniowaniu granit strzeliński oraz granit strzegomski.